# Васкес Сальдивия, Кевин
Ке́вин Алекса́ндер Ва́скес Сальдиви́я (исп. Kevin Vásquez Saldivia; 27 июня 1997, Вальпараисо, Чили) — чилийский футболист, правый защитник клуба «Сантьяго Уондерерс».

## Клубная карьера
Васкес — воспитанник клуба «Сантьяго Уондерерс». 10 сентября 2016 года в матче против «Палестино» он дебютировал в чилийской Примере. В своём дебютном сезоне Кевин помог клубу завоевать серебряные медали.
Летом 2017 года потерял место в составе «Сантьяго Уондерерс», затем дважды переходил на правах аренды в «Унион Ла-Калера» — осенью 2017 года стал победителем Примеры Б, а в 2019 году выступал в высшем дивизионе, где сыграл 3 матча. В 2020 году играл на правах аренды за «Магальянес» в Примере Б. В 2021 году перешёл в «Сантьяго Морнинг», выступавший в Примере Б, провёл в клубе два сезона. В 2023 году вернулся в «Сантьяго Уондерерс», вылетевший к этому моменту в Примеру Б.

## Международная карьера
В 2017 года Васкес в составе молодёжной сборной Чили принял участие в молодёжном чемпионате Южной Америки в Эквадоре. На турнире он сыграл в матче против Парагвая.